# Argema sinensis
Argema sinensis är en fjärilsart som beskrevs av Walker 1855. Argema sinensis ingår i släktet Argema och familjen påfågelsspinnare. Inga underarter finns listade i Catalogue of Life.